# Castelo Threave

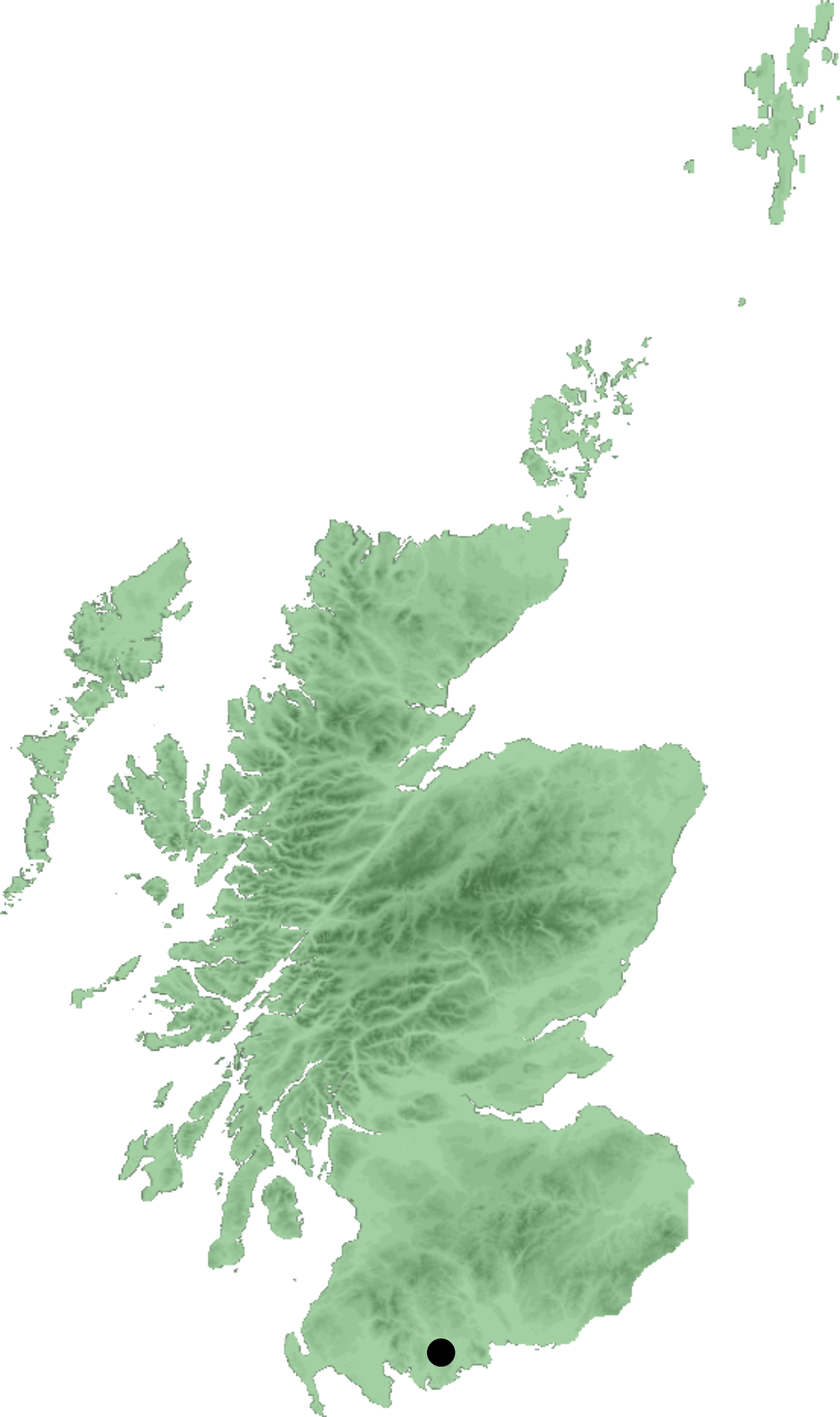
Mapa de localização.

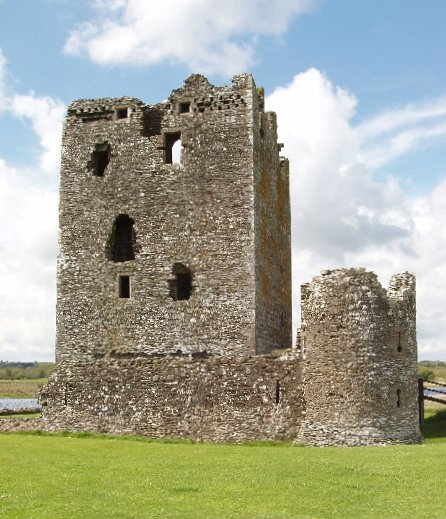
Castelo Threave, Escócia.

O Castelo Threave localiza-se em uma ilha no rio Dee, a Oeste de Castle Douglas, na Escócia.

## História

### Antecedentes
A primitiva ocupação humana da ilha remonta provavelmente ao século VI, e acredita-se que o seu topónimo deriva do antigo galês "tref", com o significado de "herdade".
É possível que Fergo de Galloway tenha construído um castelo de madeira na ilha após o ano 1000, mas o mesmo foi incendiada por Eduardo Bruce em 1308.

## Características
No conjunto destaca-se a sólida torre de menagem, de planta quadrada, que remonta ao século XIV, erguida por Arquibaldo, o Severo.